# Landesarchivverwaltung Rheinland-Pfalz
Die Landesarchivverwaltung Rheinland-Pfalz ist eine obere Landesbehörde des deutschen Bundeslandes Rheinland-Pfalz. Sie ist das staatliche Archiv dieses Landes und hat die Aufgabe, Gedächtnis von Gesellschaft und Verwaltung zu sein.

## Struktur
Die Landesarchivverwaltung besteht aus dem Landeshauptarchiv Koblenz, in dem auch die zentralen Einrichtungen untergebracht sind, sowie dem Landesarchiv Speyer (siehe auch Landesarchivgesetz Rheinland-Pfalz § 5) und hat ihren Sitz in Koblenz.
Zu den zentralen Einrichtungen gehören die beiden Stabsstellen für „Übergreifende Fachaufgaben“ und „Digitale Infrastruktur“, sowie das „Zentrales Management“, indem die allgemeinen Verwaltungsaufgaben (u. a. Personal, Finanzen, Haus- und Liegenschaftsverwaltung) wahrgenommen werden.
Leiterin der Landesarchivverwaltung Rheinland-Pfalz ist seit dem 15. September 2008 Elsbeth Andre. Ihr Vorgänger war Heinz-Günther Borck.
Die Landesarchivverwaltung untersteht der Fach- und Dienstaufsicht des Ministeriums für Wissenschaft, Weiterbildung und Kultur.

## Aufgaben
Der Landesarchivverwaltung mit ihren beiden Landesarchiven obliegt die systematische Erfassung, Erschließung, Erhaltung, Lagerung, Auswertung und Bereitstellung von Archivgut. Archivgut sind archivisch bewertete Unterlagen von bleibendem Wert, die bei den mehr als 500 anbietungspflichtigen/schriftgutproduzierenden Stellen des Landes Rheinland-Pfalz entstanden sind. Es handelt sich dabei, unabhängig von ihrer Speicherungsform, um Urkunden, Akten, Karten, Pläne, Siegel, Bild-, Film- und Tondokumente, denen für Gesetzgebung, Verwaltung oder Rechtsprechung, für Erforschung oder Verständnis der Geschichte oder für berechtigte Belange der Bürger Bedeutung zukommt.
Die Zuständigkeit der Landesarchive erstreckt sich auch auf das Archivgut der früher im Raum des heutigen Rheinland-Pfalz bestehenden Staaten, Länder und Institutionen von der Zeit des Alten Reiches bis zur Gründung des Landes.
Ferner können die Landesarchive im Rahmen ihres gesetzlichen Auftrages unter bestimmten Voraussetzungen Archivgut von kommunalen Gebietskörperschaften, Verbänden, Parteien, Wirtschaftsunternehmen und Privatpersonen betreuen. Zahlreiche historische Stadt- und Gemeindearchive finden sich in beiden Häusern.
Seit 1. Januar 2011 ist das Personenstandsarchiv Rheinland-Pfalz beim Landeshauptarchiv Koblenz im Aufbau. Seine Zuständigkeit erstreckt sich auf das gesamte Land Rheinland-Pfalz. Es enthält die Personenstandsunterlagen, die durch die Standesamtsaufsichtsbehörden an das Landespersonenstandsarchiv abgegeben werden (Sicherungsregister und Zweitbücher ab 1875 sowie Belegakten zum Zivilstand ab 1798).
Die Landesarchive unterstützen die historische und landeskundliche Forschung und fördern das Verständnis der Geschichte insbesondere durch Veröffentlichungen, Ausstellungen, ein ständig erweitertes Internet-Angebot sowie archivische Bildungsarbeit. Ein Schwerpunkt der Arbeit ist u. a. der Aufbau eines Digitalen Magazins in Rheinland-Pfalz.

## Geschichte
Nach der Bildung des neuen Bundeslandes Rheinland-Pfalz wurde 1947 eine Landesarchivverwaltung in Koblenz geschaffen, der die Staatsarchive Koblenz und Speyer untergeordnet waren. Durch eine Neuordnung im Jahre 1975 erhielt das Staatsarchiv Koblenz die Betreuungsaufgabe für die landesweit zuständigen Behörden zugeordnet und wurde in Landeshauptarchiv umbenannt. Es ist zudem Sitz der Landesarchivverwaltung.

## Leitung
- 1959–1971 Otto Graf von Looz-Corswarem
- 1971–1991 Franz-Josef Heyen
- 1991–2008 Heinz-Günther Borck
- 2008–2025 Elsbeth Andre

## Publikationsreihen (Auswahl)
- Veröffentlichungen der Landesarchivverwaltung Rheinland-Pfalz[10]
- Jahrbuch für westdeutsche Landesgeschichte
- Unsere Archive. Mitteilungen aus den rheinland-pfälzischen und saarländischen Archiven[11]